# A Moment Like This
Pistes de Thankful
Anytime Before Your Love
A Moment Like This est le premier single de la chanteuse américaine Kelly Clarkson, Thankful sorti le 17 septembre 2002. Le single a été vendu accompagné de Before Your Love aux États-Unis, toutes deux des chansons écrites lors de l'émission American Idol. Le single est entré à la 52e place du Billboard, pour ensuite se placer  à la 1re position, lors de la 2e semaine d'exploitation du single.
Le single s'est vendu à plus d'un million d'exemplaires et est certifié  Platine aux États-Unis .
Le single a été également repris par Leona Lewis, gagnante de l'émission The X Factor au Royaume-Uni. Il est sorti le 20 décembre 2006.

## Position dans les hits-parade
| Chart (2002)                                        | Meilleur position |
| --------------------------------------------------- | ----------------- |
| Canada                                              | 1                 |
| États-Unis. Billboard Hot 100                       | 1                 |
| États-Unis. Billboard Hot Adult Contemporary Tracks | 4                 |

## Certifications
| Pays       | Certification |
| ---------- | ------------- |
| États-Unis | Platine       |